# 郑景康
郑景康（1904年8月—1978年8月23日），原名润鑫，男，广东中山人，中国新闻摄影家，曾任中国摄影学会常务理事。其父亲为著有《盛世危言》的著名实业家郑观应。
1925年郑景康开始从事摄影活动，1940年从重庆奔赴延安。1945年加入中国共产党。在延安拍摄了大量反映军民革命斗争生活的照片。解放战争时期，随军转战南北，拍摄了许多反映人民战争的摄影作品。中华人民共和国成立后，曾任新闻摄影局研究室主任，新华社摄影部特派记者、研究员，中国摄影学会常务理事、创业辅导部主任等职。著有《景康摄影集》、《摄影创作初步》、《摄影讲座》等。